# Saison 14 de Dallas
Chronologie
Saison 13
Cet article présente les 22 épisodes de la quatorzième et dernière saison de la série télévisée américaine Dallas.

## Distribution

### Acteurs principaux
- Patrick Duffy : Bobby Ewing
- Kimberly Foster (en) : Michelle Stevens (épisodes 6 à 21)
- Larry Hagman : J. R. Ewing
- Sheree J. Wilson : April Stevens (ne figurant que dans l’épisode 1 à 5, 11 et 12)
- Howard Keel : Clayton Farlow (ne figurant que dans l’épisode 6,7 et 19,20)
- George Kennedy : Carter McKay (sauf dans l'épisode 3)
- Ken Kercheval : Cliff Barnes
- Sasha Mitchell : James Richard Beaumont (épisodes 1 à 20)
- Cathy Podewell : Cally Ewing (ne figurant que dans les épisodes 1 à 10 et 22)
- Barbara Stock (en) : Liz Adams (épisodes 1 à 17)

### Acteurs récurrents
- Deborah Rennard : Sly Lovegren
- Don Starr (en) : Jordan Lee (épisodes 1, 2, 3 et 4 seulement)
- George O. Petrie (en) : Harv Smithfield (épisodes 8 et 9 seulement)
- Gayle Hunnicutt : Vanessa Beaumont (de l'épisode 6 à 12)
- Barbara Eden : Lee Ann De La Vega (à partir de l'épisode 8 à 12)
- Danone Camden : Kendall Chapman (créditée Danone Simpson)
- Sherril Lynn Rettino : Jackie Dugan
- Omri Katz : John Ross Ewing
- Joshua Harris : Christopher Ewing
- Deborah Tranelli : Phyllis Wapner
- Roseanna Christiansen : Teresa (épisodes 10 seulement)
- Deborah Marie Taylor : Debbie
- Pat Colbert : Dora Mae

## Fiche technique

### Réalisateurs
- Michael Preece (en) (4 épisodes)
- Leonard Katzman (5 épisodes)
- Patrick Duffy (3 épisodes)
- Irving J. Moore (3 épisodes)
- Dwight Adair (1 épisode)
- Larry Hagman (2 épisodes)
- Ken Kercheval (1 épisode)
- Nick Havinga (3 épisodes)

### Scénaristes
- Howard Lakin (4 épisodes)
- Lisa Seidman (7 épisodes)
- Leonard Katzman (5 épisodes)
- Arthur Bernard Lewis (en) (1 épisode)
- Mitchell Wayne Katzman (3 épisodes)
- Louella Lee Caraway (1 épisode)
- Kenneth Horton (2 épisodes)

## Épisodes

### Épisode 1:Lune de miel
- États-Unis : 2 novembre 1990 sur CBS
- France : 13 mars 2001 sur TF1

- Ken Foree (Howard)
- Michael Hofland (Le chauffeur)
- Clifton James (Duke Carlisle)
- Michael Keenan (Keller)
- Zane Lasky (Donia)
- Susan Lucci ("Sheila Foley")
- Hugh Maguire (Goldman)
- Arthur Malet (Ryan)
- J.T. O'Connor (Morris)
- Mitch Pileggi (Morrisey)
- Chelcie Ross (Dr Wykoff)
- Marty Schiff (Del Greco)
- Rita Vassallo (Mary)
- Shannon Wilcox (Anita)
- Michel Modo (non crédité) (Le réceptionniste)

- Le titre de cet épisode détourne ironiquement celui de la chanson April in Paris composé par Vernon Duke et écrite par E. Y. Harburg en 1932 pour la comédie musicale Walk a Little Faster (en) et reprise par de nombreux artistes de premier plan, dont Doris Day dans le film musical justement intitulé Avril à Paris réalisé par David Butler et sorti en 1952.
- Ce volet partiellement tourné à Paris laisse notamment entrevoir l’entrée de l’hôtel Royal Monceau.
- Bobby évoque la possibilité de croiser Cary Grant et Audrey Hepburn dans Paris en référence au film américain Charade réalisé par Stanley Donen, sorti en 1963 et dont l’action se déroule dans cette ville. Coïncidence troublante, George Kennedy y tenait par ailleurs un rôle secondaire.
- On reconnaît ici l’acteur français Michel Modo, non crédité au générique, dans un furtif rôle de réceptionniste.
- La soudaine disparition d’April dans Paris n’est pas sans rappeler l'argument du film franco-américain Frantic réalisé par Roman Polanski, sorti en 1988 et dont le héros joué par Harrison Ford voyait de même sa femme subitement disparaître dans la capitale française.
- Pour la première fois créditée au générique du début, Barbara Stock (en) ne figure pourtant pas dans cet épisode.
- Bien que mentionnés au générique, ni Howard Keel ni Ken Kercheval ni George Kennedy ni Kimberly Foster (en) n'interviennent non plus dans cet épisode.
- Pour la première fois de la saga, cette saison débute par un volet se concluant par un aperçu global de plusieurs épisodes à venir.
- Jusque là doublé en français par un autre comédien, Don Starr (en) dans le rôle de Jordan Lee est ici postsynchronisé en français par Roger Rudel, incontournable voix française de Kirk Douglas qu'on avait déjà entendu doubler Lance LeGault (Al Halliday) dans les volets 3, 4, 5 et 8 de la saison précédente.

### Épisode 2:Charade
- États-Unis : 9 septembre 1990 sur CBS
- France : 14 mars 2001 sur TF1

- Bodine Balasco (Le dealer)
- Jacques Brunet (Le faux de Rougement)
- Jean Rougerie (Capitaine de Rougement)
- Clifton James (Duke Carlisle)
- Michael Keenan (Keller)
- Zane Lasky (Donia)
- Susan Lucci ("Sheila Foley")
- Hugh Maguire (Goldman)
- Arthur Malet (Ryan)
- J.T. O'Connor (Morris)
- Mitch Pileggi (Morrisey)
- Chelcie Ross (Dr Wykoff)
- Marty Schiff (Del Greco)
- Rita Vassallo (Mary)
- Shannon Wilcox (Anita)
- Guy Chapelier (L'artiste de rue)
- Michael Clark (Big H)
- Jean Claudio (L'inspecteur)
- Padraic Duffy (Mark Harris)
- John Harkins (Control)

- Bien que mentionnés au générique, ni Howard Keel ni Kimberly Foster (en) n'interviennent dans cet épisode.
- Le jeune Padraic Duffy, ici dans le court rôle de Mark Harris, est le propre fils de l'acteur Patrick Duffy. Dans ce qui constitue sans doute un clin d'œil à la série qui lança la notoriété de Patrick Duffy auprès du grand public, à savoir L'Homme de l'Atlantide, la production semble avoir décidé d'attribuer le nom du personnage principal de cette série, Mark Harris, au jeune Padraic Duffy dans le présent épisode de Dallas.
- Ici réduite à de furtives apparitions, Sheree J. Wilson ne prononce aucune réplique.
- À un moment du dialogue, Donia fait allusion au film américain Vainqueur du destin avec Gary Cooper réalisé par Sam Wood et sorti en 1942. Bizarrement, la VF en a littéralement traduit le titre original The Pride of the Yankees par La Fierté des Yankees.

### Épisode 3:Une réception explosive
- États-Unis : 16 septembre 1990 sur CBS
- France : 15 mars 2001 sur TF1

- Duane Davis (Tim)
- Jean Rougerie (capitaine de Rougement)
- Michael Keenan (Keller)
- Zane Lasky (Donia)
- Susan Lucci (Sheila Foley)
- Hugh Maguire (Goldman)
- Arthur Malet (Ryan)
- Chelcie Ross (Dr Wykoff)
- Marty Schiff (Del Greco)
- Rita Vassallo (Mary)
- Shannon Wilcox (Anita)
- Padraic Duffy (Mark Harris)
- Rob Wegner (non crédité) (Le client du restaurant)

- Le titre original de ce volet détourne ironiquement celui d'une chanson extraite de la comédie musicale américaine Bye Bye Birdie montée en 1960 sur un scénario par Michael Stewart, des paroles de Lee Adams (en), une musique de Charles Strouse et portée à l'écran par George Sidney en 1963.
- Ni Howard Keel ni Ken Kercheval ni Sasha Mitchell ni George Kennedy ni Kimberly Foster (en) ni Barbara Stock (en) n'interviennent dans cet épisode, soit six des dix acteurs principaux mentionnés au générique du début.
- Lors d'un périple dans les rues parisiennes, on entrevoit un cinéma sur les Champs-Élysées présentant l'affiche du film espagnol Attache-moi ! réalisé par Pedro Almodovar et sorti en 1990.

### Épisode 4:Terminus
- États-Unis : 23 novembre 1990 sur CBS
- France : 16 mars 2001 sur TF1

- David Carlile (Tim)
- David L. Crowley (Pete Johnson)
- John Harkins (Control)
- John William Hoge (inspecteur Ratagan)
- Susan Lucci (Sheila Foley)
- Clifton James (Duke Carlisle)
- Frank Swann (Mike, le barman)
- Dierk Torsek (Smith)
- Ramy Zada (de) (Johnny Dancer)

- Bien que mentionnés au générique, ni Howard Keel ni Kimberly Foster (en) n'interviennent dans cet épisode.
- Don Starr (en) joue ici le rôle de Jordan Lee pour la dernière fois.
- Une séquence de ce volet a été authentiquement tournée à l'Institut parisien du monde arabe inauguré le 30 novembre 1987.
- À un moment du dialogue original, McKay compare Cliff au personnage de la comptine éponyme Humpty Dumpty à laquelle la VF a préféré le mythe de Prométhée, à priori jugé plus évocateur pour le public francophone.

### Épisode 5:Compagnie à vendre
- États-Unis : 30 novembre 1990 sur CBS
- France : 19 mars 2001 sur TF1

- Jeri Gaile (Rose McKay)
- David L. Crowley (Pete Johnson)
- John Harkins (Control)
- John William Hoge (Inspecteur Ratagan)
- Fred Stromsoe (le propriétaire du garage)
- Clifton James (Duke Carlisle)
- Frank Swann (Mike, le barman)
- Peter White (Breslin)
- Ramy Zada (de) (Johnny Dancer)
- Padraic Duffy (Mark Harris)

- Le titre original de ce volet détourne ironiquement celui de la septième chanson de Bruce Springsteen incluse dans son célèbre album du même titre sorti en 1987.
- Bien qu'encore mentionnés au générique, Howard Keel et Kimberly Foster (en) n'interviennent toujours pas dans cet épisode.

### Épisode 6:La Haine
- États-Unis : 7 décembre 1990 sur CBS
- France : 20 mars 2001 sur TF1

- Jeri Gaile (Rose McKay)
- Robert Balderson (premier membre de l'ORC)
- Peter Gonneau (second membre de l'ORC)
- Jean Sincere (l'employé du room service)
- Fred Stromsoe (le propriétaire du garage)
- Peter White (Breslin)
- Ramy Zada (de) (Johnny Dancer)

- Le titre original de ce volet détourne ironiquement celui de la chanson populaire américaine Heart and Soul (1938 song) (en) composée par Hoagy Carmichael, écrite par Frank Loesser et publiée en 1938.
- Bien que mentionnées au générique, ni Cathy Podewell ni Sheree J. Wilson ne figurent dans cet épisode.

### Épisode 7:La Marque du passé
- États-Unis : 14 décembre 1990 sur CBS
- France : 21 mars 2001 sur TF1

- Jeri Gaile (Rose McKay)
- Robert Chase (John le joailler)
- John Harkins (Control)
- John William Hoge (L'inspecteur Ratagan)
- Frank Swann (Mike le barman)
- Buck Taylor (L'inspecteur Bussey)
- Ramy Zada (de) (Johnny Dancer) (archive vocale seulement, non crédité)

- Le titre original de ce volet pastiche celui du film américain Susie et les Baker Boys réalisé par Steve Kloves, réunissant les frères Jeff et Beau Bridges autour de Michelle Pfeiffer et sorti en 1989.
- Bien que mentionnés au générique, ni Ken Kercheval ni Sheree J. Wilson ne figurent dans cet épisode.
- Pour soutenir dans la version originale le souvenir de Johnny Dancer, on entend quelques répliques enregistrées sur bande magnétique et dites par Ramy Zada (de) dans le précédent épisode.

### Épisode 8:Le Dossier Odessa
- États-Unis : 21 décembre 1990 sur CBS
- France : 22 mars 2001 sur TF1

- Jeri Gaile (Rose McKay)
- Nick Eldredge (Dr Banoff)
- Enrique Sandino (Marquez)
- Abel Franco (Casul)
- Miranda Garrison (La vraie Sheila Foley)
- Evelyn Guerrero (Nancy)
- Susan Krebs (Toni Chastiane)
- Michael Monks (La balayeur)
- Richard Narita (Eugene Inagaki)
- Quinn O'Hara (Ashley Davidson)
- Peter White (Breslin)
- David Benbow (Le premier bagagiste)
- Mick Metropolis (Le second bagagiste)

- Les titres original et français de ce volet détournent ironiquement celui du roman britannique écrit par Frederick Forsyth, publié en 1972 et que Ronald Neame porta à l'écran en 1974 avec Jon Voight dans le rôle d'un journaliste traquant d'anciens nazis un peu comme Bobby traque la responsable de son veuvage. À la ville ukrainienne du roman s'oppose par ailleurs la ville texane évoquée dans l'épisode.
- Bien que mentionnés au générique, ni Howard Keel ni Sasha Mitchell ni Sheree J. Wilson ne figurent dans cet épisode.
- Partenaire de Larry Hagman dans la sitcom à succès Jinny de mes rêves de 1965 à 1970, Barbara Eden intervient ici pour la première fois dans le rôle de Lee Ann De La Vega. La comédienne Claire Guibert, qui doubla d'aussi notables vedettes que Marilyn Monroe, Susan Hayward ou Doris Day, lui prête sa voix dans la version française.
- Don Starr (en) dans le rôle de Jordan Lee figure ici aux côtés du personnage joué par Susan Lucci, jusque-là connu sous la fausse identité de Sheila Foley, à travers une photo de groupe inédite montrée à l'écran. Aucun des deux comédiens ne sont en outre mentionnés au générique.
- À un moment du dialogue, Liz ironise sur la suspicion de la police en comparant à Bonnie et Clyde, authentique duo criminel des années 1930, le couple qu'elle formait récemment avec Cliff.

### Épisode 9:Carnet rose
- États-Unis : 4 janvier 1991 sur CBS
- France : 23 mars 2001 sur TF1

- Jeri Gaile (Rose McKay)
- John William Hoge (L'inspecteur Ratagan)
- Susan Edwards (Stacey Byrnes)
- Tom Fuccello (en) (Le sénateur Dave Culver)
- Buck Taylor (L'inspecteur Bussey)
- William Porter (Le juge Steven Hazen)

- Ce volet marque l'ultime retour de Tom Fuccello (en) dans le rôle du sénateur Dave Culver, beau-fils de Donna Culver Krebbs.
- Bien que mentionné au générique, ni Howard Keel ni Sheree J. Wilson ne figurent dans cet épisode.

### Épisode 10:La Reconquête
- États-Unis : 11 janvier 1991 sur CBS
- France : 26 mars 2001 sur TF1

- Michael Alldredge (Ray King)
- Patricia Barry (Janine)
- Susan Edwards (Stacey Byrnes)
- Buck Taylor (L'inspecteur Bussey)
- Joseph Malone (J.J. Carter)
- Peter White (Breslin)
- Ramy Zada (de) (Johnny Dancer) (archive vocale seulement, non crédité)

- Le titre original de ce volet pratique un jeu de mots sans équivalent français puisqu'il combine l'expression anglaise "lock, stock and barrel" (signifiant "en bloc" / "tel quel") dont le dernier mot a été remplacé par "Jock", créant une frappante rime et soulignant la déchirante liquidation de l'héritage du patriarche Ewing.
- Pour soutenir dans la version originale le souvenir de Johnny Dancer, on entend quelques répliques enregistrées sur bande magnétique et dites par Ramy Zada (de) dans l'épisode 6 de cette saison.
- Bien que mentionnés au générique, ni Howard Keel ni Cathy Podewell ni Sheree J. Wilson ne figurent dans cet épisode.
- Commentant l'imminent mariage de J.R. avec Vanessa, Michelle use en anglais de l'expression proverbiale "marry in haste, repent at leisure" (litt. : "se marier vite, c'est se repentir longtemps") que la V.F. a préféré traduire : "se marier trop tôt, c'est se repentir aussitôt".
- Don Starr (en) dans le rôle de Jordan Lee et Susan Lucci dans celui de la fausse Sheila Foley sont à nouveau montrés sur la photo déjà entrevue dans l'épisode 8 de cette saison.

### Épisode 11:S comme séduction
- États-Unis : 18 janvier 1991 sur CBS
- France : 27 mars 2001 sur TF1

- Jeri Gaile (Rose McKay)
- Michael Alldredge (Ray King)
- Frank Novak (le pétrolier)
- Susan Edwards (Stacey Byrnes)
- Buck Taylor (L'inspecteur Bussey)
- Joseph Malone (J.J. Carter)
- Charles Frank (Paul Keats)
- Alan Weeks (en) (Le juge G. Thomas)
- Ramy Zada (de) (Johnny Dancer) (archive vocale seulement, non crédité)

- Ni Howard Keel ni Cathy Podewell n'interviennent dans ce volet.
- Bien qu'également absent de cet épisode, Sasha Mitchell figure néanmoins sur des photos illustrant la relation passée de James avec Michelle.
- George Kennedy ne prononce ici aucune réplique.

### Épisode 12:La Vengeance
- États-Unis : 1er février 1991 sur CBS
- France : 28 mars 2001 sur TF1

- Jeri Gaile (Rose McKay)
- Quinn O'Hara (Ashlay Davidson)
- Peter White (Breslin)
- Richard Eastham (Frank Hillson)
- Susan Edwards (Stacey Byrnes)
- Joseph Malone (J.J. Carter)
- Alan Weeks (en) (Le juge G. Thomas)
- Susan Lucci ("Sheila Foley"/Hillary Taylor) (archive, non créditée)

- Jouant sur l’ambiguïté du verbe "to design" (signifiant au choix "dessiner des vêtements" / "élaborer un plan"), le titre original de ce volet détourne ironiquement celui de la comédie américaine La Femme modèle réalisée par Vincente Minnelli avec Gregory Peck et Lauren Bacall et sortie en 1957.
- Bien que mentionnés au générique, ni Howard Keel ni Ken Kercheval ni Cathy Podewell ni Kimberly Foster (en) ne figurent dans cet épisode.
- C'est l'avant-dernière fois que Sheree J. Wilson intervient dans la saga avant son furtif retour dans l'épisode uchronique qui conclura cette ultime saison.
- Susan Lucci dans le rôle de Hillary Taylor alias "Sheila Foley" intervient, sans être créditée, dans le rêve de Bobby remontrant la mort d'April survenue dans l'épisode 4 de cette saison.
- Gayle Hunnicutt et Barbara Eden apparaissent ici pour la dernière fois.
- L'acteur afro-américain Alan Weeks (en) tenant le rôle épisodique du juge G. Thomas apparaît ici pour la toute dernière fois à l'écran.

### Épisode 13:Retrouvailles
- États-Unis : 8 février 1991 sur CBS
- France : 29 mars 2001 sur TF1

- Paul Ganus (Derrick)
- Deirdre Imershein (Majory Taylor)
- Kelly Rowan (Dana)
- Shari Shattuck (Kit Marlowe)
- Fred Stromsoe (Alex)
- Gordon Wells (Le juge de paix)

- Le titre original de ce volet se réfère au code postal de Malibu dans le comté de Los Angeles.
- Bien que mentionnés au générique, ni Howard Keel ni Ken Kercheval ni Cathy Podewell ni George Kennedy ne figurent dans cet épisode.
- Le nom d'emprunt de Bobby, Southworth, n'est autre que le nom de jeune fille de Miss Ellie.

### Épisode 14:La Machination
- États-Unis : 15 février 1991 sur CBS
- France : 30 mars 2001 sur TF1

- Anthony Addabbo (John)
- Deirdre Imershein (Majory Taylor)
- Kelly Rowan (Dana)
- Shari Shattuck (Kit Marlowe)
- Fred Stromsoe (Alex)
- Charles Bateman (Le sénateur Daniel Garrity)
- Lloyd Battista (Ricardo Mendez)
- Michael Chieffo (Le pompiste)
- Paul Ganus (Derrick)
- Kathleen Kinmont (Cookie)
- BarBara Luna (Carmen Esperanza)
- Nancy Warren (Kinsey Richards)
- Michael Ted Rooney (Premier homme)
- Michael David Simms (Deuxième homme)

- Le titre original de ce volet détourne ironiquement celui de la chanson à succès Smooth Operator incluse dans le premier album Diamond Life du groupe Sade, sorti en 1984.
- Bien que mentionnés au générique, ni Howard Keel ni Ken Kercheval ni Cathy Podewell ni George Kennedy ne figurent dans cet épisode.
- Durant la conversation entre Bobby et John, celui-ci fait référence à la série télévisée américaine La croisière s'amuse créée par Aaron Spelling et diffusée de 1977 à 1987.
- John évoque aussi un Nain qui parle à l'envers et une Femme à la bûche, des références directes à la série télévisée américaine Twin Peaks créée par David Lynch et Mark Frost et diffusée de 1990 à 1991. Le titre de la série n'est cependant pas cité dans le dialogue.

### Épisode 15:Quitte ou double
- États-Unis : 1er mars 1991 sur CBS
- France : 2 avril 2001 sur TF1

- Padraic Duffy (Mark Harris)
- Deirdre Imershein (Majory Taylor)
- Floyd Foster Jr. (Harrigan)
- Shari Shattuck (Kit Marlowe)
- Fred Stromsoe (Alex)
- Graham Galloway (Le surfeur)
- Eva LaRue (DeeDee)
- Michael Chieffo (Le pompiste)
- Paul Ganus (Derrick)
- Kelly Rowan (Dana)
- Michael Ted Rooney (Premier homme)
- Michael David Simms (Deuxième homme)

- Bien que mentionnés au générique, ni Howard Keel ni Cathy Podewell ni George Kennedy ne figurent dans cet épisode.
- Comme à chaque mi-saison, ce volet sacrifie pour la dernière fois à la tradition du saut de plusieurs personnages dans la piscine du ranch.

### Épisode 16:Nostalgie
- États-Unis : 8 mars 1991 sur CBS
- France : 3 avril 2001 sur TF1

- Julie Araskog (Audrey Chase)
- Linda Dawson (Première femme)
- Catherine Dent (Première journaliste)
- Paul Ganus (Derrick)
- William Jones (Lyle)
- Joseph Malone (J.J. Carter)
- Dusty Rhoads (L'homme)
- Kristy Talin (Kitten)
- Buck Taylor (L'inspecteur Bussey)
- Deborah Tucker (Debra Lynn Beaumont)
- Mary Watson (Stephanie)
- Chris Weatherhead (Meg Callahan)
- Joe Casino (non crédité) (L'homme d'affaires)

- Bien que mentionnés au générique, ni Howard Keel ni Cathy Podewell ne figurent dans cet épisode.

### Épisode 17:Quand le vent souffle
- États-Unis : 29 mars 1991 sur CBS
- France : 4 avril 2001 sur TF1

- Deborah Tucker (Debra Lynn Beaumont)
- Carla Beachcomber (Carla)
- Paul Ganus (Derrick)
- Bruce Gray (David Stanley)
- Deirdre Imershein (Jory Taylor)
- Ken Kerman (Le guarde)
- Don Maxwell (Frank Jobe)
- Michael Bendall (non crédité) (Tom)

- Bien que mentionnés au générique, ni Howard Keel ni Cathy Podewell ne figurent dans cet épisode.
- Même si son nom continuera à figurer au générique jusqu'à la fin de cette saison, Barbara Stock (en) dans le rôle de Liz Adams intervient ici pour la dernière fois.

### Épisode 18:Les Héritiers
- États-Unis : 5 avril 1991 sur CBS
- France : 5 avril 2001 sur TF1

- Deborah Tucker (Debra Lynn Beaumont)
- Deirdre Imershein (Jory Taylor)
- Sheldon Kurtz (L'avocat)
- Tony Miller (Dr Kessler)

- Bien que mentionnés au générique, ni Howard Keel ni Cathy Podewell ni George Kennedy ne figurent dans cet épisode.
- On aperçoit dans la chambre d'hôtel occupée par Debra Lynn et son fils une grande poupée en peluche à l'effigie d'une des Tortues Ninja dont la première aventure cinématographique venait de sortir dans l'année 1990.
- Tandis que la version originale laisse entendre J.R. raconter à son petit-fils l'histoire d'Humpty Dumpty, la version française la remplace par la conclusion d'un conte indéterminé.

### Épisode 19:Adieu ma jolie
- États-Unis : 12 avril 1991 sur CBS
- France : 6 avril 2001 sur TF1

- Susan Lucci (Hillary Taylor)
- Deborah Tucker (Debra Lynn Beaumont)
- Deirdre Imershein (Jory Taylor)
- Shari Shattuck (Kit Marlowe)
- Chuckie Gravino (James Richard 'Jimmy' Beaumont Jr.)
- Kenny Gravino (James Richard 'Jimmy' Beaumont Jr.)
- Michael Bell (Pat Connors)

- Le titre de cet épisode, original comme français, détourne ironiquement celui du roman noir américain écrit par Raymond Chandler décrivant la deuxième aventure du détective privé Philip Marlowe et publié en 1940.
- Cathy Podewell dans le rôle de Cally ne prononce ici aucune réplique.

### Épisode 20:À prendre ou à laisser
- États-Unis : 19 avril 1991 sur CBS
- France : 9 avril 2001 sur TF1

- Susan Lucci (Hillary Taylor)
- Deborah Tucker (Debra Lynn Beaumont)
- Deirdre Imershein (Jory Taylor)
- Shari Shattuck (Kit Marlowe)
- Chuckie Gravino (James Richard 'Jimmy' Beaumont Jr.)
- Kenny Gravino (James Richard 'Jimmy' Beaumont Jr.)
- Bruce Gray (David Stanley)

- Bien que mentionnés au générique, ni Cathy Podewell ni George Kennedy ne figurent dans cet épisode.
- Bien que mentionnés au générique des deux épisodes suivants, Howard Keel et Sasha Mitchell interviennent ici pour la dernière fois.
- Des photos montrant Sheree J. Wilson soutiennent à l'écran le souvenir d'April.

### Épisode 21:Le Déclin
- États-Unis : 26 avril 1991 sur CBS
- France : 10 avril 2001 sur TF1

- Richard Eastham (Frank Hillson)
- Buck Taylor (L'inspecteur Bussey)
- Deirdre Imershein (Jory Taylor)
- Rob Youngblood (Robert MacCubbin)
- Joe Casino (l'homme d'affaires)

- Le titre original de ce volet détourne ironiquement celui de l'ouvrage historique traitant de la Rome antique entre 180 et 453, écrit par Edward Gibbon et originellement publié en anglais de 1776 à 1788.
- Cet épisode marque la dernière apparition de Kimberly Foster
- Bien que mentionnée au générique, Cathy Podewell ne figure pas dans cet épisode.
- Cet épisode marque l'ultime retour de Jared Martin dans le rôle de Dusty Farlow absent de la saga depuis l'épisode 13 de la saison 9.

### Épisode 22 et 23:Le Voyage: partie 1 et 2
- États-Unis : 3 mai 1991 sur CBS
- France : 11 avril 2001 sur TF1

- Joel Grey : Adam, l'homme mystérieux
- Linda Gray : Sue Ellen Shepard Pearce
- Mary Crosby : Kristin Shepard
- Anthony Addabbo : Jeff Peters
- Rosalind Allen (en) : Annie Ewing
- Tony Auer : Ted
- Leslie Bevis : Jeanne Lawrence
- Sylvia Brooks : Carol May
- James T. Callahan : M. Smith
- Katherine Cannon : Beth Krebbs
- Wayne Chou : Homme à tout faire
- Kim Delgado : Le régisseur
- Tricia O'Neil (en) : Barbara Barnes
- Conor Duffy : Petit J.R.
- Trevor Eyster (crédité Tim Eyster) : Jock Krebbs
- Brioni Farrell : Alice Ann
- Denise Gentile : Courtney Ewing
- Jonathan Gonda : Premier enfant de Cally
- Michael Gonda : Second enfant de Cally
- Stephen Held : Jeune homme
- Katherine Horton : Petite Ellie
- Katherine Justice : Alice Kingdom
- Steve Kanaly : Ray Krebbs
- David Katzman : Bobby Jr
- Richard Lineback : Ed
- Teri Ann Linn : Kimberly Kavanaugh
- Kenyon Moad : Le bébé de Cally
- John Mueller : Harry
- Robert Neches : Bob
- James Newell : Walter Kingdom
- Patrick Pankhurst : Jason Ewing
- Herman Poppe : Wally Ford
- Nicolas Read : Cliff Barnes Jr
- Barbara Rhoades : Judy
- Jack Scalia : Nicholas Pearce
- Ted Shackelford : Gary Ewing
- Mike Simmrin : Andy Krebbs
- Edson Stroll : Charlie Haas
- Christine Taylor : Margaret Barnes
- Deborah Marie Taylor : Debbie
- Kim Johnston Ulrich : Bootsie Ewing
- Joan Van Ark : Valene Wallace
- Virginia Watson : la secrétaire
- Gregory White : Kleever

- Larry Hagman, Patrick Duffy, Ken Kercheval, et George Kennedy seront les seules acteurs principaux à apparaître dans les deux téléfilms de Dallas en 1996, et 1998, et c’est deux téléfilms marquera le retour de Linda Gray en 1996 et 1998, et Steve Kanaly en 1998.
- L'uchronie ici développée n'est pas sans rappeler celle exploitée dans le classique du cinéma La vie est belle réalisé par Frank Capra, sorti en 1946 et déjà pastiché par Retour vers le futur 2, réalisé par Robert Zemeckis et sorti en 1989.
- Cet épisode final d'une durée exceptionnelle de quatre-vingt dix minutes est généralement diffusé à la télévision française scindé en deux parties.
- C'est ici l'unique fois de toute la série qu'est mise en scène un élément authentiquement fantastique.
- Selon le mode de diffusion en un seul épisode de quatre-vingt-dix minutes ou en deux volets de quarante-cinq, la séquence pré-générique est respectivement un court montage de tous les cliffhangers de la série ou un plus traditionnel résumé de l'épisode précédent.
- Le générique de ce volet uchronique se distingue exceptionnellement des précédents par l'ajout des comédiens longtemps absents de la saga Mary Crosby, Linda Gray, Steve Kanaly, Jack Scalia, Ted Shackelford, Joan Van Ark, ainsi que de la participation unique de Joel Grey (notoire pour son rôle d'énigmatique maître de cérémonie du film musical Cabaret réalisé par Bob Fosse et sorti en 1972).
- Victoria Principal est ici la seule actrice majeure de la série à avoir déclinée cette possibilité d'intervenir une ultime fois et, exception faite de son apparition en tant qu'elle-même dans l'émission spéciale Dallas Reunion: The Return to Southfork (en) (2004), ne participera ni aux téléfilms diffusés en 1996 puis en 1998, Dallas : Le Retour de J.R. et Dallas: War of the Ewings (en), ni au revival de la saga (2012-2014).
- Tricia O'Neil (en), ici dans le rôle d'épouse de Cliff Barnes, avait déjà incarné un tout autre personnage dans l'épisode 21 de la saison 7.
- Rosalind Allen (en), ici dans le rôle d'Annie Ewing, ex-femme de Bobby, reviendra en tant que Julia Cunningham, petite amie de ce dernier, dans le téléfilm Dallas : Le Retour de J.R..